# Coppa Europa di pallacanestro 3x3 2019
La Coppa Europa di pallacanestro 3x3 2019 (ufficialmente, in inglese, 2019 FIBA 3x3 Europe Cup) è stata la quinta edizione della competizione internazionale co-organizzata dalla FIBA. È stata ospitata dall'Ungheria; si è tenuta dal 30 agosto al 1º settembre 2019 a Debrecen.
Agli Europei partecipavano un totale di 24 selezioni nazionali, divise tra torneo maschile e femminile. I vincitori sono stati la Nazionale degli Serbia tra gli uomini e della Francia tra le donne.

## Medagliere
| Categoria | Oro     | Argento | Bronzo   |
| Uomini    | Serbia  | Francia | Lituania |
| Donne     | Francia | Spagna  | Lettonia |

## Partecipanti

### Uomini
| Pool A - Serbia - Polonia - Germania | Pool B - Russia - Francia - Ungheria | Pool C - Paesi Bassi - Ucraina - Spagna | Pool D - Lettonia - Lituania - Austria |

### Donne
| Pool A - Russia - Italia - Spagna | Pool B - Romania - Bielorussia - Lettonia | Pool C - Francia - Ungheria - Polonia | Pool D - Ucraina - Paesi Bassi - Danimarca |

## Classifica maschile
| Pos.    | Team        | Formazione                                                                |
| ------- | ----------- | ------------------------------------------------------------------------- |
| Oro     | Serbia      | Serbia 3×38 Majstorović, 11 Domović Bulut, 17 Savić, 22 Mijatović, All. - |
| Argento | Francia     | Francia 3×30 Dussoulier, 1 Pontens, 8 Gentil, 69 Wilson, All. -           |
| Bronzo  | Lituania    | Template:Lituania maschile pallacanestro 3x3 europeo 2019                 |
| 4       | Spagna      | Spagna 3×31 Martín, 2 Reina, 3 Pino, 4 de la Fuente, All. -               |
| 5       | Polonia     | Polonia 3×34 Hicks, 8 Zamojski, 13 Sroka, 14 Pawłowski, All. -            |
| 6       | Austria     | Austria 3×36 Lanegger, 10 Blazan, 12 Linortner, 21 Poljak, All. -         |
| 7       | Ungheria    | Template:Ungheria maschile pallacanestro 3x3 europeo 2019                 |
| 8       | Ucraina     | Template:Ucraina maschile pallacanestro 3x3 europeo 2019                  |
| 9       | Russia      | Template:Russia maschile pallacanestro 3x3 europeo 2019                   |
| 10      | Lettonia    | Lettonia 3×32 Miezis, 3 Čavars, 4 Krūmiņš, 7 Lasmanis, All. -             |
| 11      | Germania    | Template:Germania maschile pallacanestro 3x3 europeo 2019                 |
| 12      | Paesi Bassi | Paesi Bassi 3×32 van Vilsteren, 3 Jobse, 4 Royé, 5 van der Horst, All. -  |

## Classifica femminile
| Pos.    | Team        | Formazione                                                                 |
| ------- | ----------- | -------------------------------------------------------------------------- |
| Oro     | Francia     | Francia 3×35 Paget, 11 Filip, 12 Guapo, 28 Touré, All. -                   |
| Argento | Spagna      | Spagna 3×31 Martínez, 10 Cuevas, 11 Gimeno, 13 Ygueravide, All. -          |
| Bronzo  | Lettonia    | Template:Lettonia femminile pallacanestro 3x3 europeo 2019                 |
| 4       | Paesi Bassi | Template:Paesi Bassi femminile pallacanestro 3x3 europeo 2019              |
| 5       | Ungheria    | Ungheria 3×32 Papp, 7 Theodoreán, 10 Medgyessy, 22 Goree, All. -           |
| 6       | Bielorussia | Template:Bielorussia femminile pallacanestro 3x3 europeo 2019              |
| 7       | Russia      | Template:Russia femminile pallacanestro 3x3 europeo 2019                   |
| 8       | Ucraina     | Ucraina 3×35 Spitkovs'ka, 8 Filevyč, 13 Ol'chovyk, 41 Rulyova, All. -      |
| 9       | Danimarca   | Danimarca 3×31 Hesseldal, 5 Tryggedsson, 10 Jespersen, 19 Pedersen, All. - |
| 10      | Romania     | Romania 3×311 Irimia, 17 Uiuiu, 21 Chiș, 24 Stoenescu, All. -              |
| 11      | Italia      | Italia 3×32 D'Alie, 5 Filippi, 8 Rulli, 15 Zampieri, All. Angela Adamoli   |
| 12      | Polonia     | Template:Polonia femminile pallacanestro 3x3 europeo 2019                  |